# Hôtel des Monnaies (Alger)
L'hôtel des Monnaies est une entreprise d'État, la monnaie dépendant administrativement de la Banque d'Algérie.

## Histoire
Une Dâr al-Sikka (Hôtel des monnaies) a été créée en 1519 à Alger. Elle fut destinée a frapper les monnaies de la régence d'Alger jusqu'en 1848, date à laquelle le franc algérien les avait remplacées.
A l'indépendance en 1962, l'institution est recréée sous sa forme actuelle.

## Domaines
Les domaines d'activités de l'hôtel des Monnaies sont :
- la frappe des billets de banque, pièces de monnaie de circulation courante et de collection.
- la frappe de médailles et jetons
- la frappe de timbres fiscaux et de postes
- la fabrication des documents administratifs sécurisés[3]

## Atelier monétaire
L'hôtel des Monnaies désigne aussi un ancien atelier monétaire situé Chemin des fusillés du 17 mai 1957, à Belouizdad. Après un incendie en 2012, le bâtiment a été restauré en 2014.